# Callianthemum kernerianum
Callianthemum kernerianum är en ranunkelväxtart som beskrevs av A. Kerner. Callianthemum kernerianum ingår i släktet Callianthemum och familjen ranunkelväxter. Inga underarter finns listade i Catalogue of Life.